# Le Poizat
Le Poizat è un comune francese soppresso e frazione del dipartimento dell'Ain della regione dell'Alvernia-Rodano-Alpi. Dal 1º gennaio 2016 si è fuso con il comune di Lalleyriat per formare il nuovo comune di Le Poizat-Lalleyriat.

## Società

### Evoluzione demografica
Abitanti censiti